# Naos (hvězda)
Naos (také Zeta Puppis nebo Zeta Pup, ζ Puppis či ζ Pup) je hvězda spektrální třídy O4 v souhvězdí Lodní zádě. Název Naos pochází z řeckého slova ναύς (loď), dalším tradičním názvem je arabský název Suhail Hadar (سهيل هدار, „řvoucí jasný“).
Spektrální třída O4If(n)p znamená, že se jedná o jednu z nejžhavějších a nejzářivějších hvězd viditelných pouhým okem. Je to také jedna z nejbližších hvězd třídy O k Zemi.
Zeta Puppis byla intenzivně studována kvůli vzácnosti takto horkých masivních hvězd a její relativní blízkosti k Zemi, ale její fyzikální parametry a vzdálenost jsou stále málo známé. Byla by cenným stupněm na žebříčku kosmických vzdáleností, který by objasnil vzdálenost dalších vysoce svítivých hvězd v galaxii Mléčná dráha a ve vnějších galaxiích.

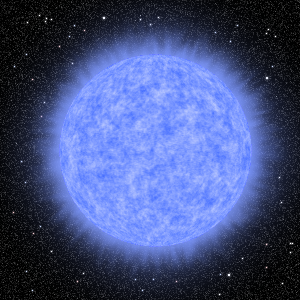
Umělěcké ztvárnění hvězdy Zeta Puppis

 Je to modrý veleobr, jedna z nejsvítivějších hvězd v Mléčné dráze. Díky zdánlivé hvězdné velikosti 2,25 je také 72. nejjasnější hvězdou na noční obloze. S absolutní hvězdnou velikostí -5,5m a zářivým výkonem 550 000krát větším než jaký má Slunce (ve viditelném světle je asi 12 500krát jasnější, ovšem jelikož je její povrchová teplota velmi vysoká, většinu energie vyzařuje v ultrafialovém záření) jde o jednu z nejzářivějších hvězd v Mléčné dráze.
Jas Zeta Puppis se mírně, ale pravidelně mění. Jeho zdánlivá velikost se pohybuje mezi vrcholem 2,24 a minimem 2,26 během 1,78 dne. 
Jako typická hvězda spektrální třídy O i Naos vytváří velmi silný hvězdný vítr, u kterého bylo v posledním desetiletí zjištěno zesílení. Jeho odhadovaná rychlost je přibližně 2 500 km/s, hvězda tak vyvrhuje více než miliontinu své hmoty každý rok, tedy asi 107krát více, než Slunce za stejnou dobu. Tento silný proud hmoty je dobře viditelný v rádiových vlnách a rentgenovém záření.